# Vilomara
Vilomara és una masia del municipi de Castellgalí (Bages) inclosa en l'Inventari del Patrimoni Arquitectònic de Catalunya.

## Descripció
Masia de grans dimensions en la que s'aprecien diferents parts de diferents èpoques (obertures d'arc de mig punt tapiades), encara que la disposició general de l'habitatge respon a una gran reforma del S.XIX. És de planta baixa, pis i golfes. Elements a destacar són: a la planta baixa els corrals amb volta apuntada de pedra i bigues de fusta. A la primera planta el paviment de lloses de pedra, un petit oratori i la gran quantitat d'habitacions existent demostren la importància de la casa. A l'exterior tant les llindes com els brancals i ampits d'obertures són de pedra. A la planta baixa, a la façana de llevant hi ha un espai obert amb un gran arc de mig punt on s'hi guarda una premsa i hi ha una cisterna. El ràfec de la coberta és de pedra i la canal de teules vidrades de color verd. Té cossos annexes.

## Història
Hi ha diverses dates inscrites. A la dovella de la porta s'hi llegeix "1806"; en una llinda de balcó, 1806; en la paret del primer pis, 183, i en una llinda de la façana lateral, 1843.